# فرانتس مونتيفيرينغ
فرانتس مونتيفيرينغ (بالألمانية: Franz Müntefering) (ولد في 16 يناير 1940) سياسي ألماني، رأس الحزب الاشتراكي الديمقراطي الألماني بين 18 أكتوبر 2008 إلى 13 نوفمبر 2009، وكذلك بين 2004 إلى 2005. أيضا شغل منصب وزير العمل والشؤون الاجتماعية ونائبا للمستشار بين عامي 2005 إلى 2007.
استقال مونتيفيرينج من رئاسة الحزب بعد هزيمته في الانتخابات العامة في 2009. وخلفه زيغمار غابريل.

## روابط خارجية
- فرانتس مونتيفيرينغ على موقع IMDb (الإنجليزية)
- فرانتس مونتيفيرينغ على موقع مونزينجر (الألمانية)
- فرانتس مونتيفيرينغ على موقع إن إن دي بي (الإنجليزية)
- فرانتس مونتيفيرينغ على موقع قاعدة بيانات الفيلم (الإنجليزية)